# Kanton Sainte-Marie-1
Kanton Sainte-Marie-1 is een voormalig kanton van het Franse departement Martinique. Kanton Sainte-Marie-1 maakte deel uit van het arrondissement La Trinité en telde 7.648 inwoners (2007). Het werd zoals alle kantons van Martinique opgeheven op 1 januari 2016.

## Gemeenten
Het kanton Sainte-Marie-1 omvatte uitsluitend een deel van de gemeente Sainte-Marie